# Die kleinen Drachenritter
Die kleinen Drachenritter ist ein Kinder- und Geschicklichkeitsspiel des Spieleautors Marco Teubner. Das Spiel ist für zwei bis vier Spieler ab fünf Jahren konzipiert und im Jahr 2012 bei HUCH! & Friends erschienen. Es wurde 2012 für das Kinderspiel des Jahres nominiert.

## Thema und Ausstattung
Bei dem Spiel geht es inhaltlich darum, dass der Drache Nils den Schatz der kleinen Drachenritter, der Spieler, gestohlen und auf den Drachenfelsen gebracht hat. Die Spieler wollen den Schatz zurückholen und stapeln dafür Gegenstände aufeinander, um den Felsen zu besteigen.
Das Spielmaterial besteht neben der Spielanleitung aus
- einem dreidimensionalen Spielfeld, dem Drachenfelsen, mit einem Mittelsteg,
- vier Drachenritter,
- 50 Gegenständen in fünf Farben,
- einem Farbwürfel und
- einer grauen Holzscheibe (Felsbrocken).

## Spielweise
Vor Spielbeginn wird das Spielfeld aufgebaut, dafür wird der Drachenfelsen mit dem Mittelsteg in der Spieleschachtel aufgestellt. Danach wird das Spielfeld so platziert, dass sich jeweils zwei Spieler gegenübersitzen, und die Gegenstände werden nach Farben sortiert bereitgelegt. Die Spieler wählen jeweils einen Drachenritter, danach wird ein Startspieler bestimmt.
Der Startspieler bekommt den Farbwürfel und würfelt mit diesem. Danach wählt er entsprechend der gewürfelten Farbe einen Gegenstand aus und lehnt diesen an seine Seite des Drachenfelsens. Der Würfel wird im Uhrzeigersinn weitergegeben und nach und nach stapeln die Spieler auf ihrer Seite die Gegenstände als Ritterleiter so aufeinander, dass sie nicht am Mittelsteg angelehnt werden. Wenn die Gegenstände rutschen und herunterfallen, werden sie beiseitegelegt und der Spieler arbeitet mit den noch vorhandenen Gegenständen weiter. Würfelt ein Spieler die graue Würfelseite, darf der ihm gegenüber sitzende Spieler die Holzscheibe bzw. den Felsbrocken nehmen und diese – ohne zu schauen – auf der Spielerseite herunterrutschen lassen. Trifft die Scheibe Gegenstände, die dadurch herunterfallen, werden diese beiseite gelegt. Wird die graue Farbe gewürfelt, bevor der Spieler einen Gegenstand angelehnt hat, darf er sich einen beliebigen Gegenstand nehmen.
Das Spiel endet, wenn ein Spieler seine Gegenstände so hoch gestapelt hat, dass sein Drachenritter darauf platziert und über die obere Kante schauen kann. Wenn dies gelingt und die Figur fünf Sekunden stehen bleibt, hat der Spieler gewonnen.

### Version für drei Spieler
Die Version für drei Spieler entspricht dem Spiel mit zwei oder vier Spielern, hier sitzt jedoch ein Spieler seinen beiden Mitspielern gegenüber und wirft für beide den Felsbrocken, wenn die graue Fläche gewürfelt wird.

### Schwierigere Version für Fortgeschrittene
Die Version für Fortgeschrittene entspricht dem normalen Spiel, aber der gegenüber sitzende Gegner wählt jeweils die Gegenstände aus, die genutzt werden müssen.

## Ausgaben und Rezeption
Das Spiel Die kleinen Drachenritter wurde von Marco Teubner entwickelt und 2012 bei HUCH! & Friends zur Nürnberger Spielwarenmesse als deutsche Version veröffentlicht. Das Spiel wurde von Antje Flad illustriert. Später erschienen Auflagen auf Französisch (Léo le Dragon) und Dänisch (De Små Drageriddere).
Im Mai 2012 wurde das Spiel gemeinsam mit Spinnengift und Krötenschleim und Schnappt Hubi! für das Kinderspiel des Jahres nominiert, konnte sich jedoch gegen Schnappt Hubi! nicht durchsetzen. Die Jury begründete die Nominierung mit:

„Wuchtiges Schaukelpferd, massive Schatztruhe oder schmale Leiter? Auf dem Weg zum Drachengipfel testen die Kinder immer wieder ihre Risikobereitschaft aus: Soll man versuchen, mit nicht so standfesten Gegenständen schneller nach oben zu bauen, oder doch lieber auf eine sichere Grundlage setzen? Neben Würfelglück braucht es dabei für jede Entscheidung ein gutes Auge. Und ganz nebenbei fördert das kindgerechte Spielmaterial auch noch die Feinmotorik der kleinen Kletterer.“

## Belege
1. 1 2 3 4 5 6 7  Spielanleitung für Die kleinen Drachenritter (Memento des Originals vom 19. März 2015 im Internet Archive)  Info: Der Archivlink wurde automatisch eingesetzt und noch nicht geprüft. Bitte prüfe Original- und Archivlink gemäß Anleitung und entferne dann diesen Hinweis.
2. 1 2  Versionen von Die kleinen Drachenritter bei BoardGameGeek; abgerufen am 24. Juli 2017.
3. 1 2  Die kleinen Drachenritter auf den Seiten des Spiel des Jahres e.V.; abgerufen am 24. Juli 2017.